# 2018年新潟市長選挙
2018年新潟市長選挙（2018ねんにいがたしちょうせんきょ）は2018年10月28日に投開票が行われた新潟市長を選出するための選挙。

## 概要
現職の篠田昭の任期満了に伴い執行。現職の篠田は立候補せず新人4人による選挙戦となった。

## 選挙日程
- 告示日 - 2018年10月14日
- 投開票日 - 2018年10月28日
  - 小柳の辞職に伴い新潟市議会議員補欠選挙（北区選挙区）が同日選挙の対象となったが、立候補者が定数内のため無投票となった。

## 立候補者
（届け出順）
| 氏名                         | 年齢 | 党派   | 現元新 | 職業・肩書                          |
| ---------------------------- | ---- | ------ | ------ | ----------------------------------- |
| 飯野晋 （いいの すすむ）     | 45   | 無所属 | 新     | 元新潟市北区長 元経済産業省課長補佐 |
| 小柳聡 （こやなぎ さとし）   | 31   | 無所属 | 新     | 元新潟市議会議員 元衆議院議員秘書   |
| 吉田孝志 （よしだ たかし）   | 56   | 無所属 | 新     | 元新潟市議会議員 元衆議院議員秘書   |
| 中原八一 （なかはら やいち） | 59   | 無所属 | 新     | 前参議院議員 元新潟県議会議員       |

## タイムライン
2018年
- 4月9日 - 中原が会見で立候補を表明[4]。
- 4月26日 - 吉田が会見で立候補を表明[5]。
- 7月22日 - 小柳が会見で立候補を表明[6]。
- 7月24日 - 現職の篠田昭が次期市長選挙に立候補せず退任する意向を表明[7]。
- 7月26日 - 飯野が会見で立候補を表明[8]。

## 政党・団体の対応
- 自由民主党は中原を支持したが、党所属の一部地方議員は吉田を支持し保守分裂選挙となった[9]。
- 立憲民主党新潟県連・国民民主党新潟県連・日本共産党・社会民主党・自由党は小柳を支持した。
- 飯野は篠田市長の後援会組織の一部や市職員OBから支援を受けた[9]。
- 公明党新潟県本部は特定の候補者を推薦・支援せず自主投票とした[10]。

## 選挙結果
投開票の結果、中原が小柳ら3人を破り初当選を果たした。
※当日有権者数：667,907人 最終投票率：49.83%（前回比：+9.26pts）
| 候補者名 | 年齢 | 所属党派 | 新旧別 | 得票数   | 得票率 | 推薦・支持                                                                 |
| -------- | ---- | -------- | ------ | -------- | ------ | -------------------------------------------------------------------------- |
| 中原八一 | 59   | 無所属   | 新     | 98,975票 | 30.01% | 自由民主党支持                                                             |
| 小柳聡   | 31   | 無所属   | 新     | 90,902票 | 27.56% | 立憲民主党新潟県連・国民民主党新潟県連・日本共産党・社会民主党・自由党支持 |
| 吉田孝志 | 56   | 無所属   | 新     | 90,539票 | 27.45% |                                                                            |
| 飯野晋   | 45   | 無所属   | 新     | 49,425票 | 14.98% |                                                                            |

| 区     | 中原八一 | 中原八一 | 小柳聡 | 小柳聡 | 吉田孝志 | 吉田孝志 | 飯野晋 | 飯野晋 |
| 区     | 得票     | %        | 得票   | %      | 得票     | %        | 得票   | %      |
| ------ | -------- | -------- | ------ | ------ | -------- | -------- | ------ | ------ |
| 合計   | 98,975   | 30.01%   | 90,902 | 27.56% | 90,539   | 27.45%   | 49,425 | 14.98% |
| 北区   | 5,698    | 18.17%   | 9,997  | 31.87% | 7,006    | 22.34%   | 8,663  | 27.62% |
| 東区   | 14,342   | 27.09%   | 15,094 | 28.51% | 15,939   | 30.11%   | 7,566  | 14.29% |
| 中央区 | 19,488   | 26.25%   | 18,018 | 24.27% | 25,757   | 34.70%   | 10,970 | 14.78% |
| 江南区 | 8,316    | 30.10%   | 7,603  | 27.52% | 7,811    | 28.28%   | 3,894  | 14.10% |
| 秋葉区 | 9,656    | 30.17%   | 11,004 | 34.39% | 6,809    | 21.28%   | 4,532  | 14.16% |
| 南区   | 5,186    | 28.37%   | 4,817  | 26.35% | 6,163    | 33.71%   | 2,116  | 11.57% |
| 西区   | 26,705   | 38.95%   | 17,255 | 25.17% | 15,698   | 22.90%   | 8,907  | 12.99% |
| 西蒲区 | 9,584    | 38.60%   | 7,114  | 28.65% | 5,356    | 21.57%   | 2,777  | 11.18% |

## 備考・出典
1. ↑  “新潟市長選、4氏が立候補”. 日本経済新聞. (2018年10月14日) 2022年9月26日閲覧。
2. ↑  立憲民主党新潟県連・国民民主党新潟県連・日本共産党・社会民主党・自由党支持
3. ↑  自由民主党支持
4. ↑  “新潟市長選　元参院議員の中原氏が出馬表明”. 日本経済新聞. (2018年4月9日) 2022年9月26日閲覧。
5. ↑  “新潟市長選　吉田市議が正式出馬表明　自民に推薦を要望”. 産経新聞. (2018年4月27日) 2022年9月26日閲覧。
6. ↑  “新潟市長選、市議の小柳氏出馬へ 無所属で”. 日本経済新聞. (2018年7月24日) 2022年9月26日閲覧。
7. ↑  “新潟市長退任へ　人口減・財政再建、残る課題”. 日本経済新聞. (2018年7月25日) 2022年9月26日閲覧。
8. ↑  “元経産官僚が出馬表明”. ロイター. (2018年7月26日) 2022年9月26日閲覧。
9. 1 2  “４新人が立候補届け出　選挙戦スタート”. 産経新聞. (2018年10月14日) 2022年9月26日閲覧。
10. ↑  “新潟市長選は自主投票　公明党新潟県本部大会開催”. 産経新聞. (2018年10月7日) 2022年9月26日閲覧。
11. ↑  平成30年新潟市長選挙の記録（PDF）